# Amravati (Division)
Amravati ist eine Division im indischen Bundesstaat Maharashtra. Sie ist Teil der Region Vidarbha.

## Geschichte
Die Division deckt sich ungefähr mit der ehem. Provinz Berar, die 1803 zum Staat Hyderabad kam. Seit 1853 wurde das Gebiet von den Briten verwaltet, die es 1903 den Central Provinces angliederten. Nach der Unabhängigkeit Indiens wurde das Gebiet zunächst Madhya Pradesh zugeordnet; 1956 erfolgte eine neue Grenzziehung nach linguistischen Gesichtspunkten. Dabei wurde das Gebiet dem Bundesstaat Bombay zugeordnet, zu dem es bis zu seiner Aufspaltung in Gujarat und Maharashtra im Jahre 1960 gehörte.

## Distrikte
Die Division Amravati gliedert sich in fünf Distrikte:
| Distrikt | Hauptstadt | Fläche in km² | Einwohner (Stand: 2001) | Bev.-Dichte in E/km² |
| -------- | ---------- | ------------- | ----------------------- | -------------------- |
| Akola    | Akola      | 5.431         | 1.630.239               | 301                  |
| Amravati | Amravati   | 12.235        | 2.606.063               | 213                  |
| Buldhana | Buldhana   | 9.640         |                         |                      |
| Washim   | Washim     | 5.150         | 1.020.216               | 276                  |
| Yavatmal | Yavatmal   | 13.584        | 2.460.482               | 181                  |